# Belval (bier)
Belval was een Belgisch biologisch bier van hoge gisting.
Het bier werd gebrouwen in opdracht van de Gageleer CVBA-SO in De Proefbrouwerij voor Natuurpunt. Het is een blond bier met een alcoholpercentage van 4,8%. Dit bier werd ontwikkeld ter gelegenheid van de aankoop van het Franse natuurgebied Les étangs de Belval-en-Argonne.
In september 2012 kreeg Gageleer het verbod om de naam Belval nog verder te gebruiken voor het bier.